# ALCO RS-32
La ALCO RS-32 era una locomotora diésel-eléctrica de cuatro ejes, construida por American Locomotive Company, capaz de entregar 2000 hp.

La RS-32 estaba destinada a competir con las locomotoras GP20 de EMD y U25B de GE. Sólo se produjeron 35 unidades, 25 de las cuales fueron encargadas a New York Central en 1961 y 10 unidades a Southern Pacific en 1962. Las RS-32 de New York Central se veían comúnmente en servicios locales de pasajeros y cargas. Las unidades de Southern Pacific se utilizaron inicialmente en el servicio de pasajeros, pero luego se instalaron en el servicio de carga local de San Francisco. A veces se les encomendaba que rescataran trenes de cercanías averiados. Finalmente pasaron sus últimos días en Texas a fines de la década de 1970 con otros modelos de ALCO.

## Propietarios originales
| Ferrocarril               | Cantidad | Numeración | Notas                |
| ------------------------- | -------- | ---------- | -------------------- |
| New York Central Railroad | 25       | 8020-8044  | Renumerado 2020-2044 |
| Southern Pacific Railroad | 10       | 7300-7309  | Renumerado 4000-4009 |
| Total                     | 35       |            |                      |

## Sobreviviendo a los RS32
| Dueño original            | Dueño                              | Numeración                                      | Estado            |
| ------------------------- | ---------------------------------- | ----------------------------------------------- | ----------------- |
| New York Central Railroad | Arkansas & Misuri                  | 32, ex A&M 42, ex-NYC,PC,CR 2031 (NYC 8031)     | En servicio       |
| New York Central Railroad | Genesee Valley Transportation (DL) | 2035 ex-DL 212 ex NYC,PC,CR 2035 (nee NYC-8035) | En servicio (FRR) |
| Southern Pacific Railroad | Genesee Valley Transportation (DL) | 211, ex-SP 4002 (nee-7302)                      | En servicio (DL)  |
| Southern Pacific Railroad | Fillmore and Western Railway       | 4009 (nee-SP 7309)                              | En servicio       |
| Southern Pacific Railroad | Pacific Southwest Railway Museum   | 4004 (nee-7304)                                 | Fuera de servicio |